# Menlo Park (Kalifornia)
Menlo Park – miasto w hrabstwie San Mateo w stanie Kalifornia w Stanach Zjednoczonych. Liczba mieszkańców, zgodnie ze spisem z 2010 roku to 32026 osób, a szacunki z 2019 roku mówią o 34698 osobach. Miasto ma powierzchnię 45,1 km², z czego 26,2 km² to powierzchnia lądowa, a pozostałe 18,9 km² to powierzchnia wodna (rzeki, jeziora).
W mieście znalazły swą siedzibę przedsiębiorstwa, popularnie zwane firmami z Doliny Krzemowej (Silicon Valley). W mieście ma swoją nową siedzibę Meta Platforms, znajduje się w nim też siedziba SRI International, poprzednio Stanford Research Institute, Seminarium i Uniwersytet Archidiecezji św. Patryka.